# Nokere Koerse 2023
La 77.ª edición de la clásica ciclista Nokere Koerse fue una carrera en Bélgica que se celebró el 15 de marzo de 2023 con inicio en la ciudad de Deinze y final en la ciudad de Nokere sobre un recorrido de 193,6 kilómetros.
La carrera formó parte del UCI ProSeries 2023, calendario ciclístico mundial de segunda división, dentro de la categoría UCI 1.Pro y fue ganada por el belga Tim Merlier del Soudal Quick-Step. Completaron el podio, como segundo y tercer clasificado respectivamente, los también belgas Edward Theuns del Trek-Segafredo y Milan Menten del Lotto Dstny.

## Equipos participantes
Tomaron parte en la carrera 20 equipos: 8 de categoría UCI WorldTeam invitados por la organización, 11 de categoría UCI ProTeam y 1 de categoría Continental. Formaron así un pelotón de 135 ciclistas de los que acabaron 123. Los equipos participantes fueron:
| WorldTeams (8)- Alpecin-Deceuninck - Cofidis - Groupama-FDJ - Intermarché-Circus-Wanty - Soudal Quick-Step - Team DSM - Trek-Segafredo - UAE Team Emirates ProTeams (11)- Bingoal WB - Bolton Equities Black Spoke Pro Cycling - Euskaltel-Euskadi - Human Powered Health - Israel-Premier Tech - Lotto Dstny - Q36.5 Pro Cycling Team - Team Corratec - Team Flanders-Baloise - Team Novo Nordisk - Uno-X Pro Cycling Team Equipo continental- Tarteletto-Isorex |
| |

## Clasificación final
- La clasificación finalizó de la siguiente forma:[4]

| \| Clasificación general \| Clasificación general \| Clasificación general \| Clasificación general \| Clasificación general \| \| Ciclista \| Ciclista \| Equipo \| Tiempo \| \| \| --------------------- \| --------------------- \| --------------------- \| --------------------- \| --------------------- \| \| 1.º \| Tim Merlier \| Soudal Quick-Step \| 4 h 19 min 14 s \| \| \| 2.º \| Edward Theuns \| Trek-Segafredo \| + 0 s \| \| \| 3.º \| Milan Menten \| Lotto Dstny \| + 3 s \| \| \| 4.º \| Timo Kielich \| Alpecin-Deceuninck \| + 3 s \| \| \| 5.º \| Lewis Askey \| Groupama-FDJ \| + 3 s \| \| \| 6.º \| Sep Vanmarcke \| Israel-Premier Tech \| + 3 s \| \| \| 7.º \| Louis Blouwe \| Bingoal WB \| + 3 s \| \| \| 8.º \| Laurence Pithie \| Groupama-FDJ \| + 3 s \| \| \| 9.º \| Christophe Noppe \| Cofidis \| + 3 s \| \| \| 10.º \| Sjoerd Bax \| UAE Team Emirates \| + 7 s \| \| |                  |                     |                 |
| |                  |                     |                 |
| Fuente: ProCyclingStats |                  |                     |                 |
| Clasificación general |                  |                     |                 |
| Ciclista | Ciclista         | Equipo              | Tiempo          |
| 1.º | Tim Merlier      | Soudal Quick-Step   | 4 h 19 min 14 s |
| 2.º | Edward Theuns    | Trek-Segafredo      | + 0 s           |
| 3.º | Milan Menten     | Lotto Dstny         | + 3 s           |
| 4.º | Timo Kielich     | Alpecin-Deceuninck  | + 3 s           |
| 5.º | Lewis Askey      | Groupama-FDJ        | + 3 s           |
| 6.º | Sep Vanmarcke    | Israel-Premier Tech | + 3 s           |
| 7.º | Louis Blouwe     | Bingoal WB          | + 3 s           |
| 8.º | Laurence Pithie  | Groupama-FDJ        | + 3 s           |
| 9.º | Christophe Noppe | Cofidis             | + 3 s           |
| 10.º | Sjoerd Bax       | UAE Team Emirates   | + 7 s           |

## Ciclistas participantes y posiciones finales
Convenciones:
- AB-N: Abandono en la etapa "N"
- FLT-N: Retiro por llegada fuera del límite de tiempo en la etapa "N"
- NTS-N: No tomó la salida para la etapa "N"
- DES-N: Descalificado o expulsado en la etapa "N"

## UCI World Ranking
La Nokere Koerse otorgó puntos para el UCI World Ranking para corredores de los equipos en las categorías UCI WorldTeam, UCI ProTeam y Continental. Las siguientes tablas son el baremo de puntuación y los diez corredores que obtuvieron más puntos:
| Posición              | 1.º | 2.º | 3.º | 4.º | 5.º | 6.º | 7.º | 8.º | 9.º | 10.º | 11.º | 12.º | 13.º | 14.º | 15.º | 16.º-30.º | 31.º-40.º |
| Clasificación general | 200 | 150 | 125 | 100 | 85  | 70  | 60  | 50  | 40  | 35   | 30   | 25   | 20   | 15   | 10   | 5         | 3         |

| Clasificación |                  |                     |         |
| Posición      | Ciclista         | Equipo              | General |
| ------------- | ---------------- | ------------------- | ------- |
| 1.º           | Tim Merlier      | Soudal Quick-Step   | 200     |
| 2.º           | Edward Theuns    | Trek-Segafredo      | 150     |
| 3.º           | Milan Menten     | Lotto Dstny         | 125     |
| 4.º           | Timo Kielich     | Alpecin-Deceuninck  | 100     |
| 5.º           | Lewis Askey      | Groupama-FDJ        | 85      |
| 6.º           | Sep Vanmarcke    | Israel-Premier Tech | 70      |
| 7.º           | Louis Blouwe     | Bingoal WB          | 60      |
| 8.º           | Laurence Pithie  | Groupama-FDJ        | 50      |
| 9.º           | Christophe Noppe | Cofidis             | 40      |
| 10.º          | Sjoerd Bax       | UAE Emirates        | 35      |